# A nyomorultak (film, 1998)
A nyomorultak (eredeti cím: Les Misérables) 1998-ban bemutatott történelmi romantikus filmdráma, melyet Bille August rendezett. A forgatókönyvet Victor Hugo azonos című regénye alapján Rafael Yglesias írta. A főbb szerepekben Liam Neeson, Geoffrey Rush, Uma Thurman és Claire Danes látható.

## Rövid történet
A film – Victor Hugo regényének történetét követve – az egykori elítélt, Jean Valjean életét mutatja be, akit Javert rendőrfelügyelő próbál ismét a törvény elé állítani. 

## Szereplők
| Színész              | Szereplő           | Magyar hang      |
| -------------------- | ------------------ | ---------------- |
| Liam Neeson          | Jean Valjean       | Gáti Oszkár      |
| Geoffrey Rush        | Javert felügyelő   | Helyey László    |
| Uma Thurman          | Fantine            | Kovács Nóra      |
| Claire Danes         | Cosette Tholomyès  | Szénási Kata     |
| Hans Matheson        | Marius Pontmercy   | Hevér Gábor      |
| Peter Vaughan        | Monseigneur Myriel | Rajhona Ádám     |
| Jon Kenny            | M. Thénardier      | Cs. Németh Lajos |
| Lennie James         | Enjolras           | Németh Kristóf   |
| Kathleen Byron       | Főapáca            | Némedi Mari      |
| David Tristan Birkin | Courfeyrac         |                  |
| Ben Crompton         | Grantaire          |                  |
| Patsy Byrne          | Toussaint          | Győri Ilona      |
| Julian Rhind-Tutt    | Bamatabois         |                  |
| Reine Brynolfsson    | Beauvais kapitány  |                  |
| Tim Barlow           | Lafitte            |                  |
| Toby Jones           | ajtónálló          |                  |